# 江宁满城

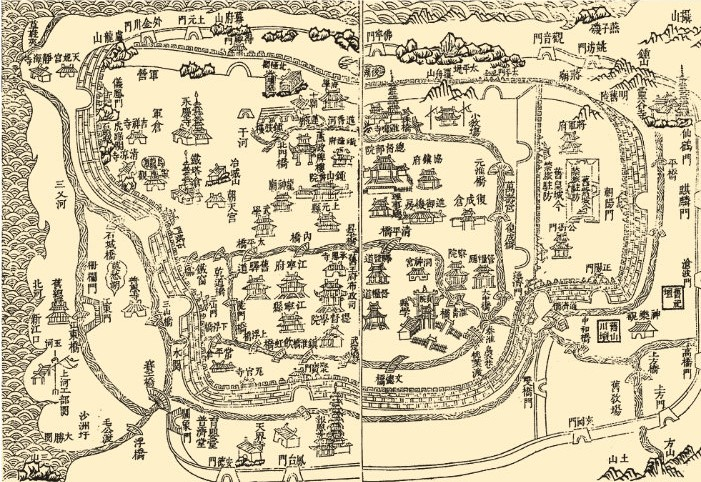
清代江宁府府城地图，江宁满城在图右侧

江宁满城是清代江宁府城内的八旗驻防城，位于南明皇城（即明故宫）内。
清朝政府设置的江宁驻防大致保持4000多兵，2、3万人口的规模，由江宁将军节制，负责弹压东南一带的重要使命。除圈占的江宁满城外，江宁驻防在江宁城内外及邻近县份拥有大量旗地、旗产。包括教场、牧场、农田:254。

## 历史沿革
顺治二年五月（1645年），多铎率清军攻占南京城（又称江宁城），随即圈占了城东明代皇城（即明故宫），驱逐当地居民，改为八旗营房。多铎率军北撤后，清朝政府派勒克德浑、巴山等驻防江宁，江宁八旗驻防逐正式创建:254。
咸丰三年（1853年）3月19日，太平军攻入江宁城。江宁将军祥厚战死。江宁满城官兵、家眷3万余人，大部战死或被屠。约800余人突围生还:254。湘军收复江宁城。清朝政府恢复江宁驻防。但因财政制度和军事制度的变化，至光绪二十四年（1898年），清朝政府进行戊戌变法、对八旗兵制进行改革时，仍未能完全恢复江宁驻防旧制:19。
1911年辛亥南京起義，革命军攻占江宁城，两江总督张人骏、江宁将军铁良逃亡。江宁驻防不复存在。

## 满城建筑
顺治六年（1649年）、顺治十七年（1661年），清朝政府曾两修建满城，将与它江宁城其它区域隔开:251。
满城城墙周长11公里，约占南京城总面积的20%，是清代直省各驻防城中面积最大者。满城位于南京城内的东部，呈方形，东、南两面利用明代南京城的城垣，西、北两面利用明皇城的城墙，西南角紧邻通济门，西北角在竺桥附近。满城与汉人居住区之间开辟有3座城门，西侧开西安门、小门，北侧开北安门。惟因正阳门、朝阳门封闭，造成交通不便。
因史料缺失、以及江宁满城在太平天国战争中被彻底摧毁。晚清以前，江宁满城是否以“八旗方位”分布，无从得知。现代研究者据道光年间江宁将军祥厚的奏折推测，布局“很可能遵照了八旗方位”:255。
太平天军攻占前，江宁驻防兵房额定10837间。湘军收复江宁城，江宁将军富明阿视察后，于同治三年（1864年）七月上奏江宁、京口满城情况，称江宁“满城自遭蹂躏，兵房公所，仅余四五百间，散布零星，毫无完善，拟俟办理稍有端倪，再筹拨补江宁兵额[……]额设房屋，焚毁无存[……]:19”。